# 陈无择
陈无择（大约生于北宋宣和三年（公元1121年），卒于南宋绍熙元年（公元1190年），名言，字无择，号鹤溪道人，祖贯温州乐清后迁居青田，“娶永嘉吴氏，遂为温之永嘉人”（今温州市区），宋朝医学家，以儒治医、医儒兼通，又精于临证，在当时极有影响。他著有《三因极一病证方论》（简称《三因方》）一书。

## 外部連結
- 三因極一病證方論 （页面存档备份，存于） 中藥方劑像數據庫  (香港浸會大學中醫藥學院) （中文）（英文）